# Nomi Tales
Nomi Tales (Skara, 28 december 1996) is een Zweeds zangeres en songwriter. Ze nam deel aan Melodifestivalen 2025.

## Biografie
Tales werd geboren in 1996. Ze groeide op in de parochie Norra Vings församling. In 2025 nam Tales met het nummer Funniest Thing deel aan Melodifestivalen 2025. Ze wist zich niet te plaatsen voor de finale.
- MusicBrainz: a916c8ba-6068-442e-b97a-7264f0004904